# Lagunennebel
Der Lagunennebel (auch mit Messier 8 oder NGC 6523 bezeichnet) ist eine Struktur aus Emissions- und Reflexionsnebel mit einer Helligkeit von 6,0 mag und einer Winkelausdehnung von etwa 90′ × 35′ im Sternbild Schütze. Er ist etwa 5200 Lichtjahre von der Sonne entfernt.

## Morphologie
Der Lagunennebel ist ein großes Sternentstehungsgebiet und enthält mehrere dunkle protostellare Wolken, so genannte Globulen, deren Durchmesser bei etwa 10.000 AE liegen. Im optisch hellsten Teil des Nebels befindet sich eine Region, die wegen ihres Aussehens Stundenglasnebel genannt wird (nicht zu verwechseln mit dem ebenfalls Stundenglasnebel genannten planetarischen Nebel MyCn 18).
Im Zentrum des Nebels befindet sich der junge offene Sternhaufen NGC 6530, der aus dem Material des Nebels entstanden ist und ihn jetzt zum Leuchten bringt.

## Beobachtung

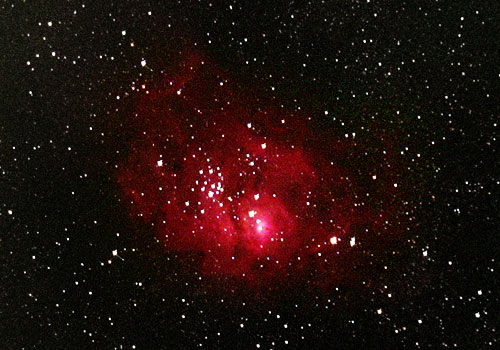
Amateuraufnahme des Lagunennebels

Der Lagunennebel ist der zweithellste in Mitteleuropa sichtbare Gasnebel und ein leicht aufzufindendes Feldstecherobjekt.

## Entdeckung
Der Nebel wurde 1654 von Giovanni Battista Hodierna entdeckt und im Jahr 1680 unabhängig von John Flamsteed wiederentdeckt, dem auch die Entdeckung des darin liegenden offenen Sternhaufens NGC 6530 zugeschrieben wird. 1746 wurde er dann von Jean-Philippe de Chéseaux und 1747 von Guillaume Le Gentil beschrieben. Wilhelm Herschels Beobachtungen im Jahr 1784 führten zu weiteren Katalogisierungen; der südlichste Teil unter NGC 6526, der irreguläre östliche Teil unter NGC 6533.